# Völu-Stein
Völu-Stein, de son véritable nom Steinn Þuríðarson, est un scalde islandais du milieu du Xe siècle. Deux demi-strophes nous sont parvenues, préservées dans le Skáldskaparmál de Snorri Sturluson (3, 57). Comme le Landnámabók (S 142) évoque le grand chagrin éprouvé par Völu-Stein à la mort de son fils Ögmnund, il est généralement admis que ces vers font partie d'un poème à la mémoire de son fils.
Son surnom signifie « fils de la völva », c'est-à-dire de la prophétesse.